# 利奥·兰泽塔
利奧·蘭澤塔（英語：Leo Lanzetta）是一名黑幫、私酒販和毒品販子。他有另外五個兄弟，與他一起組成了私酒和販毒的幫派，稱為「蘭澤塔兄弟幫」（the Lanzetti brothers，Lanzetti這個拼字是由於不正確的文檔和報紙而成的）。

## 早年
利奧·蘭澤塔於1895年出生在賓夕凡尼亞州的南費城，父母是意大利裔美國人Michele和Ignatius Lanzetta。利奧有另外五個兄弟：伊格內修斯、皮烏斯（Pius）、威利（Willie）、特奧（Teo）和盧西恩（Lucien）；利奧是最年長的兄弟，而皮烏斯是排名第二的兄弟。

## 禁酒令
利奧與伊格內修斯、皮烏斯，以及他們另外的兄弟在1920年代早期組成了蘭澤塔兄弟幫。他們在小意大利控制著非法私酒生意。
他們與意大利黑幫Michael Falcone和Louis "Fats" Delrossi結盟。他們的敵人包括：波蘭黑幫老大威廉·米高·庫斯克、西西里島黑手黨兼布魯諾犯罪家族老大薩爾瓦托雷·薩貝拉、猶太黑幫老大馬克斯·霍夫，以及私酒販約瑟·布魯諾（Joseph Bruno）。
蘭澤塔兄弟幫以極端暴力的方式來管理他們的幫派，並擴展到販毒和博彩。

## 逝世
利奧和伊格內修斯於1925年8月18日在第8街與Catherine街謀殺了布魯諾。4天後，當利奧離開第7街與Bainbridge街的一間理髮店時，一名不明身份的襲擊者殺死了他，為報布魯諾被殺之仇。薩貝拉被懷疑是殺死利奧的兇手。

## 電視劇改編作品
在HBO電視劇《酒私風雲》的第一季中，利奧·蘭澤塔和他的兄弟被啟發為努基·湯普森的主要敵人「達雷西歐兄弟幫」（D'Alessio brothers）。在電視劇中，利奧是達雷西歐幫的共同領袖「利奧·達雷西歐」（Leo D'Alessio）的靈感來源。在電視劇中，他的兄弟是：伊格內修斯（Ignacius）、馬泰奧（Matteo）、盧西恩（Lucien）、西克斯特斯（Sixtus）、皮烏斯（Pius），以及另一個在費城當牙醫的兄弟。兄弟們還有另外幾個姐妹。在第一季的最後一集中，利奧於1920年11月被努基的保鏢吉米·達摩狄割斷了喉嚨。